# Dope Boys
Dope Boys – singel amerykańskiego rapera The Game’a. Utwór pochodzi z jego albumu pt L.A.X. z roku 2008. Gościnnie występuje Travis Barker.

## Teledysk
Teledysk został wyreżyserowany przez Matta Alonzo. W klipie występują Game, Travis Barker, Omar Cruz, członkowie Black Wall Street, Mr. Capone-E. Game stojąc na dachu budynku rapuje swoje zwrotki, w międzyczasie ukazane są urywki jak Travis gra na bębnach. Następnie akcja przenosi się pod luksusowy dom, przed którym stoją sportowe samochody. Kolejnym etapem klipu jest pokazanie transakcji pomiędzy Game'm i Travisem z członkami gangu. Po tym zdarzeniu obie grupy się rozchodzą.

## Notowania
| Notowania (2008)                                  | Najwyższa pozycja |
| ------------------------------------------------- | ----------------- |
| U.S. Billboard Bubbling Under R&B/Hip-Hop Singles | 11                |